# Михайло Цветкович
Михайло Цветкович (серб. Михајло Цветковић / Mihajlo Cvetković, нар. 10 січня 2007, Ниш) — сербський футболіст, нападник бельгійського клубу «Андерлехт» та національної збірної Сербії.
Виступав, зокрема, за клуб «Чукарички», а також юнацьку збірну Сербії.

## Клубна кар'єра
Народився 10 січня 2007 року в місті Ниш. Вихованець юнацьких команд футбольних клубів «Шампіон Наїс» та «Чукарички».
У дорослому футболі дебютував 2023 року виступами за команду «Чукарички», кольори якої захищає й донині.
15 жовтня 2024 року англійська газета The Guardian назвала його одним з 60-ти найкращих футболістів світу 2007 року народження.
В квітні 2025 року Цветкович підписав чотирирічний контракт з бельгійським «Андерлехтом», який набув чинності з початком сезону 2025/26.

## Виступи за збірну
У 2022 році дебютував у складі юнацької збірної Сербії (U-17), загалом на юнацькому рівні взяв участь у 9 іграх, відзначившись 5 забитими голами.
20 березня 2025 року у матчі Ліги націй проти команди Австрії Михайло Цветкович дебютував у складі національної збірної Сербії.